# Gråbo (katt)
Gråbo är en fiktiv katt skapad av Terry Pratchett.

## Kuriosa
Gråbo är en katt som tillhör Gytha Ogg. På grund av förändringar i hans morfogenetiska fält kan han förvandlas till människa vid sådana tillfällen som saknar flyktväg. Han har bara ett öga och beskrivs i Masker som en ärrad boll av ondska.